# Cyclanthera cordifolia
Cyclanthera cordifolia är en gurkväxtart som beskrevs av Célestin Alfred Cogniaux. Cyclanthera cordifolia ingår i släktet springgurkor, och familjen gurkväxter. Inga underarter finns listade i Catalogue of Life.